# John Heitinga
John Gijsbert Alan "Johnny" Heitinga (sinh ngày 15 tháng 11 năm 1983) là một cựu cầu thủ người Hà Lan chơi ở vị trí trung vệ. Sau một thời gian một năm tại Atlético Madrid ở Tây Ban Nha, anh ký hợp đồng với Everton vào năm 2009. Gia nhập Fulham trong sáu tháng vào tháng 1 năm 2014, sau đó anh đã ký với phía Đức Hertha BSC mùa hè sau, ký một hợp đồng hai năm với câu lạc bộ từ Berlin.
Heitinga trước đó đại diện cho đội thanh niên khác nhau cho Hà Lan. Anh hiện là một cầu thủ thường xuyên cho đội tuyển quốc gia Hà Lan, sau khi xuất hiện lần đầu vào tháng 2 năm 2004. Anh đã đại diện cho đất nước của mình tại hai kỳ World Cup (2006 và 2010) và ba giải vô địch châu Âu (2004, 2008, và 2012). Trong năm 2008, Heitinga được bầu chọn là Cầu thủ bóng đá Hà Lan trong năm. Anh có tổ tiên nguồn gốc gồm người Hà Lan và người Indo.

## Thống kê sự nghiệp

### Câu lạc bộ
| Câu lạc bộ                   | Mùa giải            | Giải đấu            | Giải đấu | Giải đấu | Cúp quốc gia | Cúp quốc gia | Cúp liên đoàn | Cúp liên đoàn | châu Âu | châu Âu | Khác1 | Khác1 | Tổng cộng | Tổng cộng |
| Câu lạc bộ                   | Mùa giải            | Giải đấu            | Trận     | Bàn      | Trận         | Bàn          | Trận          | Bàn           | Trận    | Bàn     | Trận  | Bàn   | Trận      | Bàn       |
| ---------------------------- | ------------------- | ------------------- | -------- | -------- | ------------ | ------------ | ------------- | ------------- | ------- | ------- | ----- | ----- | --------- | --------- |
| Ajax                         | 2001–02             | Eredivisie          | 15       | 0        | 1            | 0            | —             | —             | 3       | 0       | —     | —     | 19        | 0         |
| Ajax                         | 2002–03             | Eredivisie          | 1        | 0        | 0            | 0            | —             | —             | 0       | 0       | 0     | 0     | 1         | 0         |
| Ajax                         | 2003–04]            | Eredivisie          | 26       | 3        | 1            | 0            | —             | —             | 3       | 0       | —     | —     | 30        | 3         |
| Ajax                         | 2004–05             | Eredivisie          | 26       | 1        | 3            | 0            | —             | —             | 6       | 0       | 1     | 0     | 36        | 1         |
| Ajax                         | 2005–06             | Eredivisie          | 19       | 1        | 3            | 0            | —             | —             | 6       | 0       | 5     | 1     | 33        | 2         |
| Ajax                         | 2006–07             | Eredivisie          | 32       | 6        | 5            | 1            | —             | —             | 9       | 1       | 5     | 1     | 51        | 9         |
| Ajax                         | 2007–08             | Eredivisie          | 33       | 6        | 3            | 2            | —             | —             | 4       | 0       | 5     | 1     | 45        | 9         |
| Ajax                         | Tổng cộng           | Tổng cộng           | 152      | 17       | 16           | 3            | —             | —             | 31      | 1       | 16    | 3     | 215       | 24        |
| Atlético Madrid              | 2008–09             | La Liga             | 27       | 3        | 1            | 0            | —             | —             | 6       | 0       | —     | —     | 34        | 3         |
| Atlético Madrid              | 2009–10             | La Liga             | 1        | 0        | 0            | 0            | —             | —             | 2       | 0       | —     | —     | 3         | 0         |
| Atlético Madrid              | Tổng cộng           | Tổng cộng           | 28       | 3        | 1            | 0            | —             | —             | 8       | 0       | —     | —     | 37        | 3         |
| Everton                      | 2009–10             | Premier League      | 31       | 0        | 2            | 0            | 2             | 0             | —       | —       | —     | —     | 35        | 0         |
| Everton                      | 2010–11             | Premier League      | 27       | 1        | 3            | 0            | 1             | 0             | —       | —       | —     | —     | 31        | 1         |
| Everton                      | 2011–12             | Premier League      | 30       | 1        | 6            | 1            | 3             | 0             | —       | —       | —     | —     | 39        | 2         |
| Everton                      | 2012–13             | Premier League      | 26       | 0        | 2            | 1            | 2             | 0             | —       | —       | —     | —     | 30        | 1         |
| Everton                      | 2013–14             | Premier League      | 1        | 0        | 2            | 1            | 2             | 0             | —       | —       | —     | —     | 5         | 1         |
| Everton                      | Tổng cộng           | Tổng cộng           | 115      | 2        | 15           | 3            | 10            | 0             | —       | —       | —     | —     | 140       | 5         |
| Fulham                       | 2013–14             | Premier League      | 14       | 1        | 0            | 0            | 0             | 0             | —       | —       | —     | —     | 14        | 1         |
| Hertha BSC                   | 2014–15             | Bundesliga          | 13       | 1        | 1            | 0            | —             | —             | —       | —       | —     | —     | 14        | 1         |
| Ajax                         | 2015–16             | Eredivisie          | 2        | 0        | 1            | 1            | —             | —             | 0       | 0       | —     | —     | 3         | 1         |
| Tổng cộng sự nghiệp          | Tổng cộng sự nghiệp | Tổng cộng sự nghiệp | 324      | 24       | 34           | 7            | 10            | 0             | 39      | 1       | 16    | 3     | 423       | 35        |
| Cập nhật: 4 tháng 8 năm 2015 |                     |                     |          |          |              |              |               |               |         |         |       |       |           |           |

### Quốc tế
| Hà Lan    | Hà Lan | Hà Lan |
| Năm       | Trận   | Bàn    |
| --------- | ------ | ------ |
| 2004      | 12     | 1      |
| 2005      | 4      | 0      |
| 2006      | 8      | 1      |
| 2007      | 7      | 1      |
| 2008      | 12     | 3      |
| 2009      | 7      | 0      |
| 2010      | 15     | 0      |
| 2011      | 9      | 1      |
| 2012      | 11     | 0      |
| 2013      | 2      | 0      |
| Tổng cộng | 87     | 7      |

Số liệu thống kê tính đến ngày 11 tháng 6 năm 2013.

### Bàn thắng quốc tế
| # | Thời gian           | Địa điểm                                    | Đối thủ       | Bàn thắng | Kết quả | Giải đấu                 |
| - | ------------------- | ------------------------------------------- | ------------- | --------- | ------- | ------------------------ |
| 1 | 28 tháng 4 năm 2004 | Sân vận động Philips, Eindhoven, Hà Lan     | Hy Lạp        | 3–0       | 4–0     | Giao hữu                 |
| 2 | 1 tháng 6 năm 2006  | Sân vận động Philips, Eindhoven, Hà Lan     | México        | 1–1       | 2–1     | Giao hữu                 |
| 3 | 6 tháng 6 năm 2007  | Sân vận động Rajamangala, Bangkok, Thái Lan | Thái Lan      | 0–2       | 1–3     | Giao hữu                 |
| 4 | 6 tháng 2 năm 2008  | Sân vận động Poljud, Split, Croatia         | Croatia       | 0–1       | 0–3     | Giao hữu                 |
| 5 | 26 tháng 3 năm 2008 | Sân vận động Ernst Happel, Viên, Áo         | Áo            | 3–2       | 3–4     | Giao hữu                 |
| 6 | 10 tháng 9 năm 2008 | Sân vận động Skopje City, Skopje, Macedonia | Bắc Macedonia | 0–1       | 1–2     | Vòng loại World Cup 2010 |
| 7 | 2 tháng 9 năm 2011  | Sân vận động Philips, Eindhoven, Hà Lan     | San Marino    | 3–0       | 11–0    | Vòng loại Euro 2012      |